# Gota Mágica
Gota Mágica foi um estúdio de dublagem brasileiro, de produção musical e de publicidade, fundado por Mário Lúcio de Freitas. Muito ativo em meados dos anos 1990, era destacado pela dublagem de várias séries japonesas que ficaram famosas no Brasil. A Gota Mágica iniciou seus trabalhos dentro dos estúdios da Marshmallow, que era outra empresa de dublagem e de música, que também pertenceu a Mário Lúcio de Freitas anteriormente. No início dos anos de 1990 foi para seu próprio estúdio, ficando lá até janeiro de 1997 quando fechou seu estúdio e em setembro de 1999 se extinguiu definitivamente. Ficou famoso, principalmente, por criar aberturas em português para as séries, que hoje são consideradas como clássicos. O ator Jonas Mello foi o locutor ou narrador oficial do estúdio até o fechamento, se transferindo para Álamo.

## Lista de atrações dubladas

### Animes
- Os Cavaleiros do Zodíaco (1ª dublagem) exibido pela extinta Rede Manchete
- Samurai Warriors
- Super Campeões
- Sailor Moon (1ª temporada exibida na Manchete; somente os primeiros 46 episódios)
- Guerreiras Mágicas de Rayearth
- Fly, o Pequeno Guerreiro
- Dragon Ball (até o episódio 60 no SBT)
- U.S. Manga
  - Battle Skipper
  - Detonator Orgun
  - Iczer 3
  - Gall Force
  - Genocyber
  - Hades Project Zeorymer
  - MD Geist

Outras dublagens:
- Superhuman Samurai Syber Squad
- Bananas de Pijamas
- Clube do Chaves (2° Dublagem, exibida no SBT)
- WMAC Masters
- Contos da Cripta (série animada)
- A Torradeira Valente (2ª dublagem - Premier Filmes / FlashStar Home Video / Cartoon Home Video)